# Szabó László (birkózó, 1991)
Szabó László (Budapest, 1991. június 21. –) Az Újpesti TE világ- és Európa-bajnoki bronzérmes birkózója.
2016-ban bronzérmes lett Rigában megrendezett birkózó Európa bajnokságon a 75 kilogrammos súlycsoportban, majd abban az évben szintén harmadik lett a Budapesten megrendezett birkózó világbajnokságon a 80 kilogrammosok között.